# JADE
 (juillet 2019).
Si vous disposez d'ouvrages ou d'articles de référence ou si vous connaissez des sites web de qualité traitant du thème abordé ici, merci de compléter l'article en donnant les références utiles à sa vérifiabilité et en les liant à la section « Notes et références ».
Pour les articles homonymes, voir Jade (homonymie).

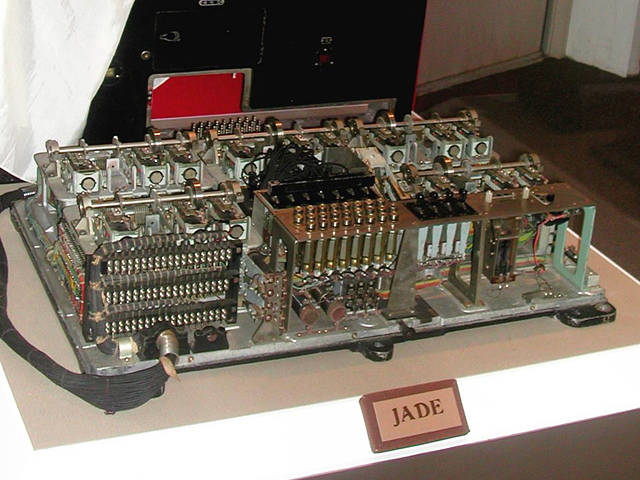
Machine JADE

JADE était le nom de code donné par les cryptanalystes alliés à l'une des machines de chiffrement japonaise de la Seconde Guerre mondiale. Destinée aux messages importants, elle fut utilisée par la marine impériale dès la fin de 1942 jusqu'en 1944. Semblable à CORAL, la principale différence venait de la capacité de JADE à chiffrer des katakana avec un alphabet de 50 symboles. Les cryptanalystes américains en viendront facilement à bout en reconstituant le réseau de connexions au sein de la machine.
Un exemplaire de la machine fut capturé à Saipan en juin 1944, l'opérateur fut abattu juste avant qu'il ne la détruise. Les Japonais doutant de cette machine, qui avait de surcroit des problèmes techniques, décidèrent d'abandonner son utilisation quelques semaines après.

## Fonctionnement
La machine ressemblait à un central téléphonique miniature avec 5 circuits comprenant chacune 25 connexions. Les trois premiers circuits agissaient comme des rotors en modifiant les contacts. À chaque symbole chiffré le premier circuit passait au contact suivant. Le deuxième circuit sélectionnait le contact suivant que lorsque le premier circuit avait fait un parcours complet. Le troisième circuit en faisait de même en fonction de l'état du deuxième circuit. La configuration de ces trois connecteurs était fixe et on ne pouvait pas modifier l'ordre des connexions ce qui représentait une sérieuse limitation. Les deux derniers circuits étaient configurés par l'opérateur.
Le clavier de JADE comportait une touche majuscule et 25 autres touches. La machine utilisait deux dispositifs séparés pour chiffrer, l'un pour les majuscules, l'autre pour les minuscules.